# Protesten tegen het militaire regime in Suriname
In 1982 vonden protesten tegen het militaire regime in Suriname plaats. Ze vormden de aanloop naar de Decembermoorden, waarin vijftien opponenten van het regime werden geëxecuteerd in Fort Zeelandia in Paramaribo.

## Van staatsgreep naar revolutionaire taal
Op 25 februari 1980 voerden zestien sergeanten een machtsgreep uit in wat ook wel de Sergeantencoup genoemd wordt. Door de grote onvrede in het land over de oude politiek was de staatsgreep voor een deel van de bevolking aanvankelijk niet eens onwelkom, maar betekende die hoop op verandering. Op het verkregen landsbestuur bleken de militairen niet voorbereid. De woordvoerder van de Nationale Militaire Raad (NMR) vroeg journalisten zelfs om een handboek over staatsgrepen. Via de administratieve coup op 13 augustus manoeuvreerde Desi Bouterse zich naar het centrum van de macht. Met de afkondiging van Decreet A 9 op 25 maart 1982 kreeg het Beleidscentrum, tot dan toe een parallel adviesorgaan van Bouterse, de hoogste bestuurlijke macht in handen, wat feitelijk de vestiging betekende van de militaire dictatuur.
Radicaal-linkse buitenparlementaire partijen zagen hun weg vrij om via de militairen hun idealen te verwezenlijken. Iwan Krolis presenteerde op 1 mei 1981 het Manifest van de Revolutie, waarin de militairen werden geprezen als dappere zonen vergelijkbaar met de legendarische marronstrijders Boni en Jolicoeur. Er werden diplomatieke banden met Cuba aangeknoopt en een document opgesteld over de inrichting van volkscomités. Het repte over een revolutie die niet had plaatsgevonden en schetste een voor velen onwerkelijk wereldbeeld. Als gevolg verloor Bouterse steun onder het volk, maar ook in het leger. Op 11 maart 1982 mislukte de Rambocuscoup maar nipt. Op de executie van Hawker werd geschokt gereageerd.  De onafhankelijke vakbonden werden door radicaal-links gezien als een bedreiging voor de vermeende revolutie. Het kantoor van de Moederbond, ooit net als C-47 lid van de Revolutionaire Volkspartij, werd in september 1982 bezet door de inmiddels bewapende volksmilitie. Critici van het militaire regime werden betiteld als contrarevolutionaire wormen; woorden die uit Cuba afkomstig waren. De staatsmedia werden voor revolutionaire propaganda ingezet.

## Betrekkingen met Grenada
In 1981 haalde Suriname de banden aan met Grenada. Ook de leider, Maurice Bishop, vond deze belangrijk en kon het goed vinden met minister Harvey Naarendorp van Buitenlandse Zaken. Bouterse was op 24 juli 1981 in Grenada en sprak daar de Socialistische Internationale toe. In mei 1982 was hij opnieuw in Grenada om de banden met Maurice Bishop te verstevigen en om bij te komen van en bij te praten over de tegencoup van Rambocus. Bishop kwam op 28 oktober voor een tegenbezoek naar Suriname.

## Protesten
Op 31 maart 1982 trad Henry Neijhorst aan als premier; hij was in de praktijk een marionet van de legertop. Vrij snel daarna braken verschillende stakingen uit vanwege de uitzichtloosheid op de terugkeer naar de democratie. De acties kwamen vooral van lidbonden van de Moederbond. De leider Cyrill Daal werd geadviseerd door André Haakmat die eerder een sleutelrol had gehad als vicepremier en minister van Leger, Politie, Justitie en Buitenlandse Zaken. Het stoorde Daal dat het leger zich liet adviseren door linkse adviseurs wier partijen nog nooit een democratisch gekozen zetel hadden behaald. Tegenover vijftienduizend betogers riep Daal uit: "Militairen terug naar de kazerne, alle macht terug naar het volk!" Zijn toespraak werd live uitgezonden door Radio ABC van André Kamperveen. Beiden werden later in december door de militairen genadeloos gemarteld en afgemaakt, in wat de geschiedenis ingegaan is als de Decembermoorden. Enkele dagen voor die moorden werd nog een studentenprotest uiteengeslagen.
Daal werd op 28 oktober opgepakt en kwam onder druk van grootschalige protestbijeenkomsten op diezelfde dag weer vrij. Op de betreffende dag kwam Maurice Bishop voor zijn bezoek naar Suriname. De bond van het elektriciteitsbedrijf was aangesloten bij de Moederbond en schakelde op de stakingsdag de elektriciteit uit. De blamage voor Bouterse was groot toen het vliegtuig van Bishop in het donker op het vliegveld moest landen. Tijdens de massabijeenkomst op 31 oktober bracht Daal vijftienduizend aanhangers op de been, terwijl Bouterse tijdens zijn bijeenkomst nauwelijks vijfhonderd bezoekers ontving.
Daal heeft ons een rekening gepresenteerd. Ik bekeek hem en dacht: zou ik 'm contant moeten betalen of per giro? Ik wil hem graag betalen, maar de banken gaan dicht. Dus moeten we hem contant betalen. Ik zal met hem afrekenen en het wisselgeld mag hij houden.— Desi Bouterse, 31 oktober 1982
Bishop betoogde tijdens Boueterse's bijeenkomst dat een revolutie geen grap was en dat de Surinaamse machthebbers te vriendelijk reageerden op contrarevolutionairen. "Je moet degenen elimineren die niet met je zijn, anders zullen ze jou elimineren", aldus Bishop. Bouterse reageerde met overslaande stem dat Daal hem de rekening had gepresenteerd en hij met hem zou afrekenen.
Aan het eind van november stond bijna de gehele samenleving tegenover het regime. De Associatie voor Democratie, met daarin vakbonden, het bedrijfsleven, journalisten, advocaten en kerken, eiste herstel van de democratie. Tijdens het proces van Rambocus op 4 december zette iemand in het publiek het Surinaamse volkslied in. Toen Rambocus erna naar buiten werd gevoerd, begroette het publiek hem ondanks het demonstratieverbod met een confettiregen.

## Militaire reactie
Bouterse zag de gebeurtenissen als een complot en besloot dat het tijd was voor een hard optreden tegen de contrarevolutie. Van 7 op 8 december werden het gebouw van radiostation ABC in brand geschoten. Het brandde volledig af, inclusief de inpandige Moederbond, de krant De Vrije Stem en het radiostation Radika. Zestien vakbondsleiders, journalisten, militairen, universitaire docenten, advocaten en een zakenman werden diezelfde nacht opgepakt en naar Fort Zeelandia gebracht. Op Fred Derby na werden ze één voor één geëxecuteerd. Het regime gaf als officiële lezing dat ze op de vlucht waren neergeschoten en liet gedwongen verklaringen van André Kamperveen en Jozef Slagveer op de televisie uitzenden. Om zijn daden te rechtvaardigen zette de militaire top twee Amerikaanse diplomaten en een Nederlands militair attaché het land uit, met de verklaring dat buitenlandse krachten poogden de revolutie te keren.